# Andrzej Żurkowski (lekkoatleta)
Andrzej Żurkowski (ur. 26 maja 1938 w Tczewie, zm. 26 czerwca 2012) – polski lekkoatleta, sprinter.
Zawodnik klubu Zryw Poznań w latach 1953-1956 oraz KS Warta Poznań (1956)
Na mistrzostwach Polski juniorów we Wrocławiu w 1955 w biegu na 100 metrów zdobył tytuł mistrzowski z wynikiem 10,9 s. Na tych samych mistrzostwach w biegu na 200 metrów zajął 2. miejsce wynikiem 21,8 s za Edwardem Bożkiem. Rok później w Zabrzu zdobył tytuł mistrza Polski seniorów w biegu na 100 m osiągając wynik 10,8 s. Miał być członkiem kadry narodowej na igrzyska olimpijskie w Australii w Melbourne w 1956, na którą ze względu na dokuczliwą kontuzję nogi nie mógł pojechać. Kontuzja ta spowodowała szybkie zakończenie dobrze zapowiadającej się kariery sportowej.
W 1975 ukończył studia na Politechnice Poznańskiej i uzyskał tytuł zawodowy inżyniera budownictwa lądowego.